# 8-я армия (РККА)
8-я армия — формирование (объединение, армия) РККА, сформированная во время Гражданской войны и интервенции в России. 
Восьмая армия была создана на основании приказа РВСР, от 26 сентября 1918 года, из частей брянского, курского, воронежского участков, евстратовского и калачевского направлений Южного фронта РСФСР.

## Состав (период)
- Управление (штаб);
- 1-я Московская рабочая дивизия (янв. — июль 1918 г.)
- 2-я Орловская пехотная дивизия (окт. 1918 г.)
- 5-я Украинская советская дивизия (май — июнь 1919 г.)
- 9-я стрелковая дивизия (окт. — дек. 1918 г., янв — март 1920 г.)
- 12-я стрелковая дивизия (окт. 1918 г. — дек. 1919 г.)
- 13-я стрелковая дивизия (окт. 1918 г. — март 1920 г.)
- 15-я стрелковая дивизия (янв. 1919 г. — апр. 1920 г.)
- 16-я стрелковая дивизия (июнь 1919 г. — апр. 1920 г.)
- 31-я стрелковая дивизия (июль 1919 г. — февр. 1920 г.)
- 33-я стрелковая дивизия (июнь 1919 г. — февр. 1920 г.)
- 40-я стрелковая дивизия (апр.— июнь, июль — окт. 1919 г., окт. 1919 г. — апр. 1920 г.)
- 52-я стрелковая дивизия (дек. 1919 г. — февр. 1920)
- 2-я Орловская кавалерийская дивизия (дек. 1918 г. — май. 1919 г.)
- 16-я кавалерийская дивизия (нояб. 1919 г. — апр. 1920 г.)
- и другие.

## Боевые действия
Гражданская война в Донбассе Гражданская война
Переходя к оценке самих действий 8-й армии, мы должны прежде всего подчеркнуть умелое руководство ею со стороны командования на всём протяжении хода операции. Решение в начале октября вывести армию из-под ударов белых на оборонительный рубеж, несмотря на всю трудность отхода в обстановке наседания противника и реальных условий погоды и местности, мы должны оценить положительно. Наступать в тех же условиях было бы несомненно в гораздо большей степени затруднительно, если не невозможно. К тому же отход происходил организованно, насколько это было возможно при описанных обстоятельствах; и когда армия привела себя в относительный порядок, пополнилась боеприпасами и получила такое мощное подкрепление, как корпус Будённого, то представилась наконец возможность вести вновь наступательные действия, чем не замедлило воспользоваться фронтовое и армейское командование.
Следует оговорить ту громадную роль, которую сыграл в этот период корпус Будённого, сбивший Мамонтова и тем открывший дорогу правофланговым дивизиям армии; но и во все последующие дни командование армией обнаружило большую оперативную чуткость в деле управления войсками. Армейский аппарат, невзирая на тяжёлые условия связи, работал чётко, воспринимая указания фронтового командования и ставя своим подразделениям реально выполнимые задачи, с учётом тех условий обстановки, в каких эти подразделения находились. В ходе наступления несколько раз назревала необходимость введения свежих сил, но командование 8-й армией, зная, что резервов брать неоткуда, обходилась своими средствами, требуя от войск прежде всего маневра. Так удалось ликвидировать попытку противника распространиться восточнее реки Икорец, так удалось сломить его сопротивление у Воронежа и так удалось захватить Лиски.
Ещё больше оперативная чуткость и твёрдость руководства сказались в реагировании на неустойчивость левого фланга. Здесь армейское командование маневрировало своими резервами, применив маневр и по железной дороге (31-я дивизия). И если не удалось достигнуть успеха и положение фланга оставалось до конца весьма угрожающим, то, по нашему мнению, причины следует искать главным образом в отсутствии поддержки со стороны соседа слева – 9-й армии, которая своим откатом на восток и северо-восток создала полную неустойчивость фланговых дивизий 8-й армии.

### 1918 год.
октябрь — декабрь. Воронежско-Лискинское направление. 8-я армия проводила малоэффективные боевые действия против Донской Армии.

### 1919 год.
март. Донбасс, Луганск. Тяжёлые оборонительные бои.
14 августа. 8-я армия, 3-я, 42-я дивизии 13-й армии включены в состав Группы войск Южного фронта под командованием В. И. Селивачева. Всего: 24 000 штыков, 3 500 сабель, 1 170 пулемётов, 193 орудий.
15 — 25 августа. Наступление Ударной группы войск южного фронта. Волчанский прорыв. Пройдя с боями более 80 километров её части вышли на линию: Волчанск-Валуйки-Купянск. Остановка наступления.
26 августа. Прорыв конницы Мамонтова в глубокие тылы 8-й армии. Донская армия в результате постоянных атак вынуждает 8-ю армию отступить, обнажив свои фланги.
8 сентября. 8-я армия своим правым крылом отходит за реку Потудань.

№ 445 Телеграмма В. И. Ленина  С. И. Гусеву 16 сентября 1919 г.
« …т. Гусев! Вникая в письмо Склянского (о положении дел 15/1Х) и в итоги по сводкам, я убеждаюсь, что наш РВСР работает плохо. Успокаивать и успокаивать, это—плохая тактика. Выходит „игра в спокойствие“. А на деле у нас застой — почти развал. На сибирском фронте поставили какую-то сволочь Ольдерогге и бабу Позерна и „успокоились“.
Прямо позор! А нас начали бить! Мы сделаем за это ответственным РВСР, если не будут приняты энергичные меры. Выпускать из рук победу — позор. С Мамонтовым застой. Видимо, опоздание за опозданием. Опоздали войска, шедшие с севера на Воронеж. Опоздали с перекидкой 21 дивизии на юг. Опоздали с автопулемётами. Опоздали с связью. Один ли Главком ездил в Орёл или с Вами, — дела не сделали. Связи с Селивачевым не установили, надзора за ним не установили, вопреки давнему и прямому требованию Цека.
В итоге и с Мамонтовым застой и у Селивачева застой (вместо обещанных ребячьими рисуночками „побед“ со дня вдень—помните, эти рисуночки Вы мне показывали? и я сказал: о противнике забыли!!).
Если Селивачев сбежит или его начдивы изменят, виноват будет РВСР, ибо он спал и успокаивал, а дела не делал. Надо лучших, энергичнейших комиссаров послать на юг, а не сонных тетерь.
С формированием тоже опаздываем. Пропускаем осень — а Деникин утроит силы, получит и танки и пр. и пр. Так нельзя. Надо сонный темп работы переделать в живой.
Ответьте мне (через Лидию Александровну Фотиеву).
Ленин
Видимо, наш РВСР „командует“, не интересуясь или не умея следить за исполнением. Если это общий наш грех, то в военном деле это прямо гибель…»
19 сентября. Умер командующий В. И. Селивачев, официальная версия — от тифа.
21 сентября. 8-я армия занимает оборону на рубежах от Нижнедевицка до правого берега реки Дон. Связь со штабом фронта утеряна. 12-я, 13-я дивизии армии в официальных сводках оцениваются как небоеспособные. 15-я дивизия в бою потеряла два полка и батарею. 31-я дивизия практически разбежалась, её остатки обезоружены и отправлены в распоряжение Ревтрибунала.
29 сентября. 8-я армия почти потеряла возможность в наступлении, оказывая слабое противодействие в продолжающемся обходе противником.
1 октября. Начало второго рейда Мамонтова по тылам 8-й армии. Потеря красными Воронежа.
4 октября. Командарм А. И. Ратайский, начштаба Г. С. Горчаков выводят армию из окружения белыми, используя при отходе реку Икорец, как естественную преграду.
октябрь. В армии случилась массовая перебежка красных командиров к противнику, это бывший начштаба армии А. С. Нечволодов, В. Ф. Тарасов и часть других военачальников.
7 октября. Партийным руководством страны приняты срочные меры по усилению командного и личного состава армии.
октябрь. Из воспоминаний комиссара 8-й армии — Г. И. Окуловой-Теодорович:

…Осень. Дороги покрыты кочками замерзшей земли. По балкам лежит множество трупов лошадей, погибших от истощения… Армия то отступает, то наступает. Упорно, настойчиво. У красноармейцев из башмаков торчат голые пальцы, из которых сочится кровь. Мне, как политработнику, нужно проехать на передовую линию в полк, составленный в основном из петроградских рабочих. Я в величайшем смущении, что я им скажу?! Ничего нельзя пообещать в отношении улучшения их положения!… И что же? Когда я приехала, я не услышала ни одной жалобы, меня только просили наладить более регулярное снабжение газетами…
ноябрь. Части армии совместно с 1-м конным корпусом Будённого, переименованным 9 декабря в 1-ю Конную Армию нанесли сокрушительный удар по войскам Мамонтова и Шкуро. Занятие красными Воронежа и железнодорожного узла Касторное, станицы Вешенская. Перегруппировка красных на правый берег реки Битюг. 24 ноября 1919 года с тяжёлыми боями занят Бобров.
4 декабря освобождён Павловск, к концу декабря — Луганск.

### 1920 год.
январь. 4 января в результате прорыва частей Мамонтова разбита бригада 16-й дивизии 8-й армии. 8 января частями 33-й дивизии, совместно с конармией Будённого заняты Ростов-на-Дону, Новочеркасск, Нахичевань. С 10 января 1920 года 8-я армия вошла в подчинение командующему Юго-Восточным фронтом РСФСР — Шорину.
 С 16 января 1920 армия находилась в составе Кавказского фронта; командующие — В. И. Шорин (16 — 24 января 1920 года), Ф. М. Афанасьев (Врид, 24 января — 3 февраля 1920 года), М. Н. Тухачевский (4 февраля — 24 апреля 1920 года).
До 18 января части 8-й армии находились на отдыхе, затем продолжили тяжелейшие бои с потерями в районе Батайских топей и по берегам реки Дона. В эти дни тяжёлые поражения понесли 15-я,  16-я, 31-я и 33-я дивизии. 22 января красными было принято решение прекратить лобовые атаки на Батайск. Была спланирована перегруппировка частей с последующим форсированием реки Дон у Новочеркасской или Манычевской, для последующего маневрирования частей и конармии Будённого.
14 февраля совершился прорыв белых в районе Кулешовки; 9, 15, 16, 33 дивизии отошли за р. Дон, при этом была разгромлена 3 бригада 40 дивизии. 21 февраля в результате сильной контр-атаки белых, красными были оставлены Ростов и Нахичевань. 23 февраля Ростов вновь отбит у белых.
март. Продолжение дальнейшего наступления красных на юг, занятие Кубани, Новороссийска. Разгром войск Деникина на Северном Кавказе. Победа.
20 марта. Из частей 8-й Армии была сформирована Кавказская трудовая армия.

## Командный состав

### Командующие
- В. В. Чернавин (26 сентября — 1 дек. 1918)[1]
- В. М. Гиттис (1 дек. 1918 — 23 дек. 1918)
- М. Н. Тухачевский (24 янв. — 15 марта 1919)
- Т. С. Хвесин (15 марта — 8 мая 1919)
- В. В. Любимов (8 мая — 2 июля 1919)[2]
- В. И. Селивачев (14 августа — 19 сентября 1919)[3]
- А. И. Ратайский (врид, 3 июля — 12 окт 1919)[4]
- Г. Я. Сокольников (12 окт. 1919 — 20 марта 1920).
- А. К. Александров — помощник командующего (октябрь 1919 — март 1920)

### Члены РВС
- Л. Н. Александри (3 окт. 1918 — 28 янв 1919)
- И. Э. Якир (8 окт. 1918 — 1 июля 1919)
- Г. Д. Базилевич (28 окт. 1918 — 22 мая 1919)
- Я. И. Весник (7 нояб. 1918 — 28 авг. 1919)
- А. П. Розенгольц (7 дек. 1918 — 18 марта 1919)
- П. И. Баранов (7 апр. — 6 мая 1919)
- В. А. Барышников (6 июня — нач сент. 1919)
- Г. И. Окулова-Теодорович (19 июня — 17 1919)
- В. Х. Ауссем (26 июня — 4 окт. 1919)
- А. К. Александров (Лейтман) (4 окт. — 4 нояб. 1919).

### Начальники штаба
- В. В. Вдовьев-Кабардинцев (врид, 30 сент. — 10 нояб. 1918)
- А. А. Веселаго (врид, 10 нояб. — 3 дек. 1918)
- С. А. Меженинов (3 дек. 1918 — 31 янв. 1919)
- П. А. Мей (врид, 31 янв. — 26 февр. 1919)
- И. А. Трошин (врид, 26 февр. — 12 марта 1919)
- В. А. Жёлтышев (12 — 21 марта 1919)
- Б. Л. Негродов (врид, 22 — 27 марта 1919)
- Б. П. Лапшин (врид, 27 марта — 3 апр. 1919)
- В. В. Любимов (3 апр — 8 мая 1919)
- С. Н. Голубев (врид, 8 — 20 мая 1919)
- А. С. Нечволодов (22 июля — 10 авг. 1919)[8]
- В. Ф. Тарасов (врид, 10 авг. — 2 окт. 1919)
- Г. С. Горчаков (врид, 2 окт. — 1 нояб. 1919)
- М. В. Молкочанов (врид, 1 — 18 нояб. 1919)
- Б. А. Шехаев[9] (врид, 18 — 27 нояб. 1919)
- М. В. Фастыковский (врид., 27 нояб. 1919 — 14 янв. 1920)
- Л. Н. Ростов (14 янв — 5 марта 1920)
- М. М. Лыщинский (5 мар. — 16 апр. 1920)[10].

### Председатель Революционного Военного Трибунала
- И. А. Чуев (1920)